# 图穆库马克国家公园

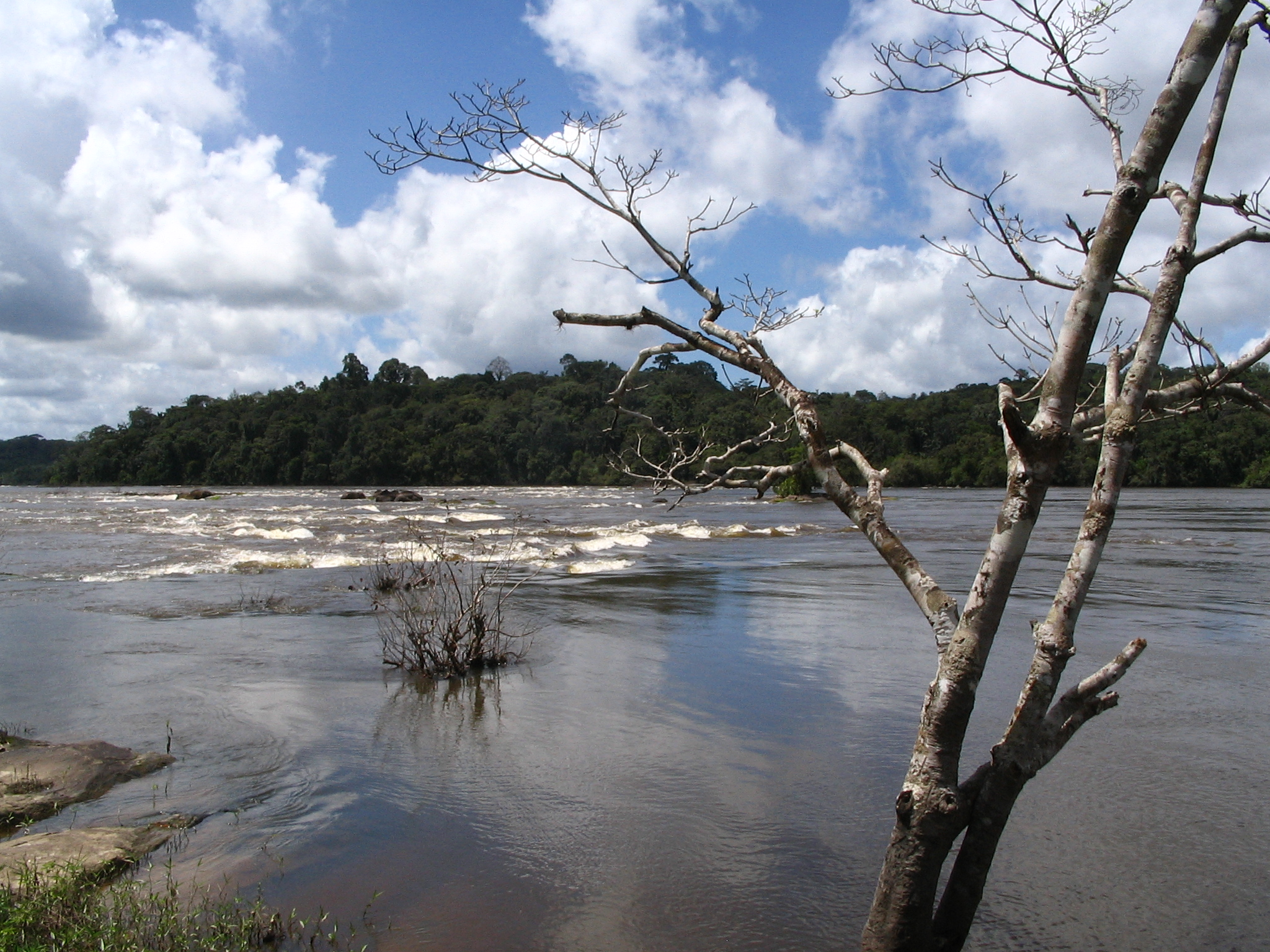
從法屬圭亞那望向歐雅帕克河及國家公園

图穆库马克國家公園（葡萄牙語：Parque Nacional Montanhas do Tumucumaque）位於巴西西北部阿馬帕州及帕拉州，是亞馬遜雨林的一部分，公園北部與法屬圭亞那及蘇里南的邊界接壤。

## 歷史
經過與世界自然基金會合作商討，巴西政府在2002年8月23日認定图穆库马克國家公園為國家公園，亦是2003年創立的阿馬帕生物廊之一部分。保育工作由亞馬遜區域保護區計劃支持進行。

## 特點
图穆库马克國家公園面積達38000平方公里，比比利時的面積大；將圭亞那亞馬孫森林公園計算其中，面積更達到59000平方公里，僅次於帕里馬-塔皮拉佩科國家公園及鄰近兩個公園的區域；把图穆库马克國家公園、圭亞那亞馬孫森林公園與鄰近的保護區（如麥庫盧生態保護區等）合併，面積達73000平方公里，比帕里馬-塔皮拉佩科國家公園還要大，為全世界面積最大的熱帶雨林國家公園。
這個區給予圭亞那盾地很好的保護。這一個區域沒有常住人口，擁有很高的生態價值，物種豐富，包括不同種類的熱帶鳥類，亦為美洲虎、靈長目、龜類和角雕的棲息地。
阿馬帕州的最高點位於這區内，高701米。

### 氣候
此國家公園氣候炎熱潮濕，平均溫度為約攝氏25度，每年累計雨量為2000至3250毫米。

## 軼聞
Mozilla Firefox的Firefox 4測試版以這公園名稱“图穆库马克”為名。

### 脚注
1. ↑  . NBC News / AP. 2003年8月22日  [2015年8月23日]. （原始内容存档于2016年3月4日） （英语）.
2. ↑  . BBC News. 2002年8月23日  [2015年8月23日]. （原始内容存档于2016年9月18日） （英语）.
3. ↑  . New Scientist. 2002年8月22日  [2015年8月23日]. （原始内容存档于2016年12月28日） （英语）.
4. ↑  .   [2017年7月5日]. （原始内容存档于2013年8月11日） （葡萄牙语）.
5. ↑  .   [2012年7月25日]. （原始内容存档于2012年11月11日） （葡萄牙语）.
6. ↑  .   [2017-07-05]. （原始内容存档于2011-06-29） （英语）.

### 來源
- (PDF), Belém: CI-Brasil, Governo do Amapá, Fundação Lee & Gund, 2007  [2016年11月5日], （原始内容存档 (PDF)于2019年4月14日） （英语）
- , ARPA,   [2016年8月7日], （原始内容存档于2016年10月11日） （英语）

## 外部連結
- Amazon natives use Google Earth, GPS to protect rainforest home （英文）
- Conservation International - Mountains of Tumucumaque National Park: Setting a New Conservation Standard （英文）